# The Silent Watcher
The Silent Watcher is een Amerikaanse dramafilm uit 1924 onder regie van Frank Lloyd. Destijds werd de film in Nederland uitgebracht onder de titel De stille getuige. De film is wellicht zoekgeraakt.

## Verhaal
De advocaat John Steele besluit om zijn relatie met een revuemeisje te beëindigen op het ogenblik dat hij in de politiek gaat. Wanneer het meisje zelfmoord pleegt, wordt de advocaat gearresteerd op verdenking van moord. Zijn secretaris Joe Roberts neemt de schuld op zich door te verklaren dat hij een relatie had met het revuemeisje. Als gevolg daarvan laat zijn bruid Mary hem in de kou staan. De naam van Joe wordt gezuiverd, wanneer de dood wordt opgehelderd. Hij besluit om ook zelfmoord te plegen, omdat zijn bruid hem heeft verlaten. Mary keert juist op tijd terug.

## Rolverdeling
| Acteur               | Personage      |
| -------------------- | -------------- |
| Glenn Hunter         | Joe Roberts    |
| Bessie Love          | Mary           |
| Hobart Bosworth      | John Steele    |
| Gertrude Astor       | Mevrouw Steele |
| George Nichols       | Jim Tufts      |
| Aggie Herring        | Mevrouw Tufts  |
| Lionel Belmore       | Barnes         |
| DeWitt Jennings      | Stuart         |
| Alma Bennett         | Lily Elliott   |
| Brandon Hurst        | Herrold        |
| Mademoiselle Suzette | Danseres       |
| David Murray         | Danser         |
| Pat Harmon           | O'Farrell      |